# Skaun
Skaun este o comună din provincia Sør-Trøndelag, Norvegia.